# Kada River
Kada River es una película nigeriana de drama romántico de 2017 dirigida por Toka McBaror, quien también la coprodujo junto a Forinclay Ejeh y la producción ejecutiva de Olakunle Churchill. Está protagonizada por Joke Silva, Keppy Ekpenyong, Rachel Oniga y Bayray McNwizu. También se unieron al elenco el exparticipante de Big Brother Naija 2017, TBoss (Tokunbo Badmus), la actriz ghanesa Fella Makafui, Chris Okagbue, James Blessing, Rakiya Attah y Oluchi Madubuko. Es una película épica que retrata las crisis que sacuden el estado de Kaduna.

## Sinopsis
La antigua rivalidad entre los Boduas y los Shawlains, se convierte en una tensa y sangrienta situación. Mientras tanto dos jóvenes amantes, Jerome (Chris Okagbue) y Nadia (Fella Makafui), luchan por cambiar el intenso odio alimentado entre sus grupos étnicos.

## Elenco
- Chris Okagbue como Jerome
- Fella Makafui como Nadia
- Joke Silva como Grandma Nadia
- Keppy Ekpenyong
- Rachel Oniga como la Sra. Ekon
- Bayray McNwizu
- TBoss
- Rakiya Attah
- Oluchi Madubuko

## Producción
El rodaje se realizó en torno a Kafanchan y Kagoro, los lugares en los que los verdaderos acontecimientos ocurrieron el 21 de febrero de 2000. Su producción fue patrocinada por la Big Church Foundation.

## Lanzamiento
Se estrenó junto a otras nueve películas en el Nollywood Travel Filme Festival, realizado en el auditorio de la Universidad de Toronto, en Canadá. Fue la película de apertura de la primera edición del evento realizado en el Imagine Cinemas y el National Event Center en Toronto entre el 12 y el 16 de septiembre de 2017.